# Ritratto di un anziano e due donne
Ritratto di un anziano e due donne è un dipinto di Jan van Bijlert. Eseguito probabilmente negli anni sessanta del seicento, è conservato nella National Gallery di Londra.

## Descrizione
In questo ritratto di gruppo la donna più giovane, probabilmente la figlia della coppia, stringe fra le dita una rosa, mentre quella più anziana tiene in mano una pesca.